# Yuki Yamanouchi
Yuki Yamanouchi (山之内 優貴 Yamanouchi Yuki?), född 18 september 1994 i Kagoshima prefektur, är en japansk fotbollsspelare.
Yamanouchi började sin karriär 2013 i Giravanz Kitakyushu. Efter Giravanz Kitakyushu spelade han för Suzuka Unlimited FC och Oita Trinita.